# Академија 28
Академија 28 је основана 1991. године у Београду као део пословног система „Ђуро Салај“ АД. Налази се у Немањиној улици број 28 у Београду.
Академија 28 приказује позоришни, филмски, музички, ликовни и дечји програм.